# Saxeten
Saxeten är en ort och kommun i distriktet Interlaken-Oberhasli i kantonen Bern, Schweiz. Kommunen har 91 invånare (2023).